# Kanton Divion
Divion is een voormalig kanton van het Franse departement Pas-de-Calais. Het kanton maakte deel uit van het arrondissement Béthune. Het werd opgeheven bij decreet van 24 februari 2014 met uitwerking in 2015 en geheel opgenomen in het kanton Auchel.

## Gemeenten
Het kanton Divion omvatte de volgende gemeenten:
- Calonne-Ricouart
- Divion (hoofdplaats)
- Marles-les-Mines